# Benchincholi, Homnabad
Benchincholi là một làng thuộc tehsil Homnabad, huyện Bidar, bang Karnataka, Ấn Độ.